# Zethesides umbrifera
Zethesides umbrifera är en fjärilsart som beskrevs av Swinhoe 1890. Zethesides umbrifera ingår i släktet Zethesides och familjen nattflyn. Inga underarter finns listade i Catalogue of Life.